# Ans Niesink
Anna Elisabeth « Ans » Niesink (mariée Panhorst- puis -Woltman, née le 28 octobre 1918 à Amsterdam et décédée le 25 juillet 2010 dans la même ville) est une athlète néerlandaise spécialiste du lancer du poids et du disque. Dominant totalement les deux disciplines aux Pays-Bas avec 21 titres nationaux entre 1937 et 1954, elle participe deux fois aux Jeux olympiques et remporte une médaille d'argent aux championnats d'Europe de 1946.

## Biographie

### Palmarès
| Date | Compétition           | Lieu    | Résultat | Épreuve | Performance |
| ---- | --------------------- | ------- | -------- | ------- | ----------- |
| 1936 | Jeux olympiques d'été | Berlin  | 7e       | Disque  | 35,21 m     |
| 1938 | Championnats d'Europe | Vienne  | 11e      | Poids   |             |
| 1938 | Championnats d'Europe | Vienne  | 7e       | Disque  | 35,48 m     |
| 1946 | Championnats d'Europe | Oslo    | 6e       | Poids   | 11,35 m     |
| 1946 | Championnats d'Europe | Oslo    | 2e       | Disque  | 40,46 m     |
| 1948 | Jeux olympiques d'été | Londres | 6e       | Disque  | 38,74 m     |

### Records
| Épreuve          | Performance | Lieu | Date |
| ---------------- | ----------- | ---- | ---- |
| Lancer du poids  | 12,40 m     |      | 1944 |
| Lancer du disque | 43,63 m     |      | 1958 |